# Dippy's Dream
Dippy's Dream è un cortometraggio muto del 1914 diretto da Marshall Neilan. Interpretato da Ruth Roland, venne prodotto dalla Kalem e distribuito dalla General Film Company, che lo fece uscire nelle sale il primo maggio 1914.

## Produzione
Il film fu prodotto dalla Kalem Company.

## Distribuzione
Distribuito dalla General Film Company, il film - un cortometraggio in una bobina - uscì nelle sale statunitensi il 1º maggio 1914. Nelle proiezioni, veniva programmato con il sistema dello split reel, accorpato in un'unica bobina con un altro cortometraggio prodotto dalla Kalem diretto da Marshall Neilan, la commedia Stung.